# Copa KPL Top 8
La Copa KPL Top 8 es un torneo anual que se celebra en Kenia en el cual forman parte los 8 mejores clubes de la Liga Keniana de Fútbol en su temporada más reciente. El torneo es organizado por la Federación de Fútbol de Kenia.

## Historia
El torneo se juega desde el año 2011 y se ha jugado en varias modalidades, ya sea a eliminación directa o bajo la regla de doble eliminación iniciando en la fase de cuartos de final, y en ninguna de las ediciones se ha jugado un partido por el tercer lugar.
El ganador del torneo recibe un premio de 1 000 000 de chelines, aunque la federación Keniana de Fútbol a veces cambia el monto y ha sido mayor al millón de chelines.
En algunas ediciones el ganador del torneo clasifica a la copa de Clubes de la CECAFA.

## Ediciones anteriores
| Año  | Local          | Pos. en la Liga | Resultado   | Visita        | Pos. en la Liga | Ref   |
| ---- | -------------- | --------------- | ----------- | ------------- | --------------- | ----- |
| 2011 | Ulinzi Stars   | 1º              | 2-1         | Western Stima | 8º              | [ 3 ] |
| 2012 | Ulinzi Stars   | 2º              | 0-2         | Gor Mahia     | 4º              | [ 4 ] |
| 2013 | Thika United   | 5º              | 2-2 (3-5 p) | Tusker        | 1º              | [ 5 ] |
| 2014 | Tusker         | 5º              | 2-1         | AFC Leopards  | 2º              | [ 6 ] |
| 2015 | Sony Sugar     | 6º              | 1-2 t.e.    | Gor Mahia     | 1º              | [ 7 ] |
| 2016 | Muhoroni Youth | 6º              | 1-0         | Gor Mahia FC  | 1º              |       |